# 안토노프 An-124
안토노프 An-124(러시아어: Антонов Ан-124 "Руслан")는 4발 터보 팬엔진을 갖춘 구 소련제 전략 수송기로서, 1979년 소련 우크라이나 소비에트 사회주의 공화국 (현. 우크라이나)에 위치한 안토노프사서 디자인, 설계하였다. An-124는 현재 운용하는 전략 수송기 중 가장 큰 수송기이다 (안토노프 An-225는 현존하는 수송기 중 가장 크다). 개발 당시 Izdeliye 400 (Product #400)으로, 서방에서는 An-40으로 알려져 있었고 볼가 드네포르 항공과 안토노프 항공이 이 항공기의 최대 운용사이다.

## 역사
냉전시기였던 1970년대, 소련은 기존에 운용중인 50대의 안토노프 An-22 터보프롭 전략수송기를 대체 할 수송기가 필요했었다. 미국 중앙정보국 (CIA)가 최근 해제한 기밀 보고서에 의하면 An-124는 미국이 요구하는 장거리 전략 수송기 조건에 충족하지 못하였다.

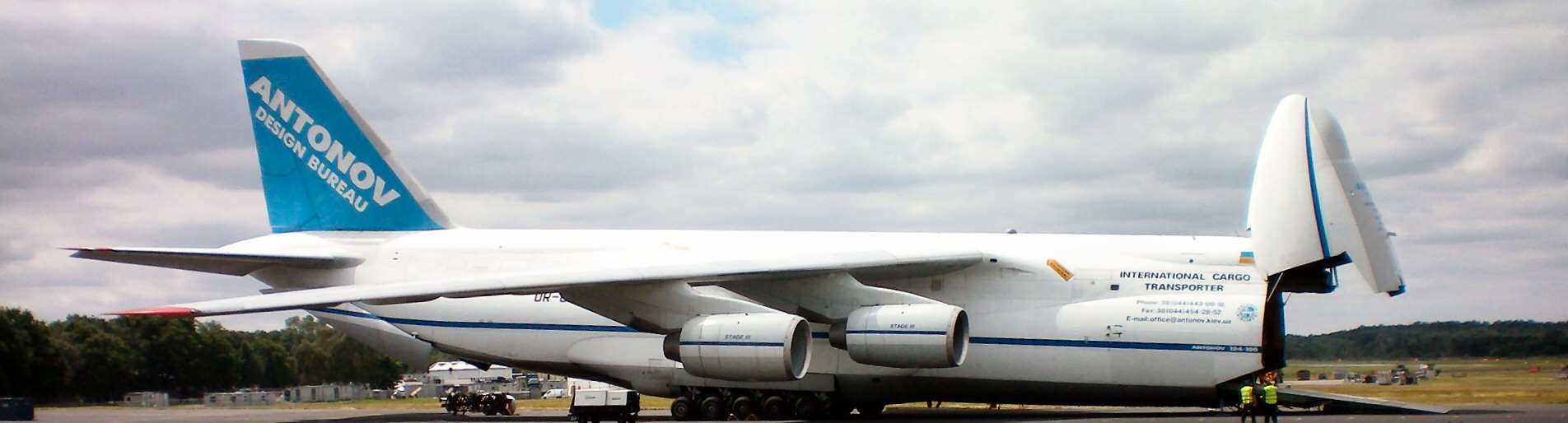
An-124-100기가 전방 착륙장치를 낮춰 화물을 적재하고 있다.

 An-124는 두 기업에서 디자인, 제작하였는데 동체를 디자인하고 제작한 안토노프와 엔진을 제작한 러시아의 아비스타-SP다. 1971년 항공기 디자인에 착수하였고 2년 후인 1973년, 프로토타입을 제작하기 시작하였고 마침내 1979년, 초도기가 최종 제작되었다. 본 항공기의 처녀비행은 1982년 실시되었고 1985년 프랑스 파리의 르 부르제 에어쇼에 의해 최초로 서방에 공개되었다. 하지만 1991년, 미하일 고르바초프 소련 대통령의 사임으로 소비엔트 연방이 붕괴되면서 안토노프는 우크라이나 소속으로 변경되었다. 그래서 한 동안 생산이 중단되었다가 2008년, 양국의 합의로 생산이 재개되었고 탑재중량을 500T 늘린 An-124-500이라는 개발형을 만들겠다고 발표하였으나 안토노프는 이를 거절하였다.

## 디자인
An-124기는 원래 제작 계획에 없었으나, 미국의 록히드 마틴이 록히드 C-5 갤럭시를 개발, 생산하자 이에 대해 소련은 자극을 받아 25% 탑재중량을 더 늘린 An-124를 개발하였다. 이 디자인은 미 보잉의 보잉 747과 록히드 C-5 갤럭시의 디자인을 결합시킨 것이다. 최초의 An-124가 서방에 사용된 것은 요트와 항공기 부품을 싣고 캐나다에서 아일랜드로 비행한 것이 시초다. An-124기는 미국의 록히드 C-5 갤럭시와 같이 2개의 층으로 구성되어 있어 밑에는 화물, 위에는 승객을 수송할 수 있게 설계되었다. An-124의 화물칸의 크기는 36×6.4×4.4 m로 기존 C-5의 20%이상 확장시켰다. (C-5는 36.91×5.79×4.09 m다)
조종사들은 조종에 어려움이 있으리라 생각했지만 초도비행 후 조종이 쉽다는 호평을 받았다. 하지만 An-124의 보조동력장치의 열기와 풍속 때문에 불평이 있다.

## 주요 운송임무
An-124는 대형 전략수송기로 주로 북대서양조약기구 (북대서양조약기구) 군 작전에 동원된다. 주로 북대서양조약기구 군 수송시에는 An-124와 에어버스의 에어버스 A400M을 사용한다. 안토노프 항공과 볼가 드네포르 항공의 계약에 의하면 벨기에, 헝가리, 그리스, 덴마크, 캐나다, 룩셈부르크, 네덜란드, 노르웨이, 영국, 폴란드, 포르투갈, 슬로바키아, 슬로베니아, 핀란드, 프랑스, 독일, 체코, 스웨덴이 이 항공기로 군 수송물자를 수송하겠다는 요청을 했다. 이 뿐만 아니라 An-124기는 민간 물자도 수송하는데 특히에어버스 A380기의 부품을 주로 수송한다. 세계 최대의 민간여객기인 A380은 크기만큼 부품 크기도 큰만큼 에어버스 벨루가로는 한계가 있어 동체, 꼬리 날개 An-124, 엔진은 보잉 747 화물기, 기타 주 날개와 수평안정타는 기존의 에어버스 벨루가를 이용한다. An-124는 100국가 넘게 768번의 수송임무를 맡았다.

## 개량형
AN-124 루슬란
군 전략 장거리 수송기
AN-124-100
민간 화물 수송기
AN-124-100M-150
서방의 항법장치를 장착한 민간 수송기
AN-124-102
EFIS 조종석을 장착한 민간 수송기
AN-124-130
제안형 수송기
AN-124-135
추가 좌석 장착과 화물칸 확장형
AN-124-150:
추가 개발형 프로도타입
AN-124-200:
General Electric CF6-80C2엔진 장착형
AN-124-210
영국의 단거리 전략 수송편대의 요구조건에 맞게 개발된 항공기. Rolls-Royce RB211-524H-T엔진을 장착, 허니웰사의 항법장치를 장착한 형태이다. 하지만 주문은 취소되었고 C-17A로 대체되었다.
AN-124-300
러시아 공군 운용형태. 제동창치 성능 향상과 탭재 중량을 150T 늘렸다.

## 운용국

### 군용
- 러시아 공군 - 14대 운용, 추가 주문예정. (2020년까지 저장된 항공기를 포함한 20대의 항공기를 업그레이드 시킬 예정이다)

### 민간용
- 리비아 아랍 화물항공. (2대는 내전으로 운항중단)
- 볼가 드네포르 항공 (10대 운용, 5대 추가 주문)
- 폴레트 항공 (6대 운용, 5대 추가 주문)
- 안토노프 항공 (6대 운용)
- 맥시머스 화물항공 (1대 운용)

## 과거 운용국

### 군용
- 소련 공군 (아에로플로트 도장으로 운용하였다.)

### 민간용
- 아에로플로트 (2000년 퇴역)
- 아야크스 항공
- 로시야 항공
- 트랜스아에로 항공
- 아에로플로트
- 에어 폴 (안토노프 항공과 파트너십 조약 체결)
- 헤비리프트 화물항공 (볼가 드네포르 항공과 파트너십 조약 체결)
- 안토노프 에어트랙 (안토노프 항공과 파트너십 조약 체결)
- 타이탄 카고
- 트랜스 차터 타이탄 카고

## 주요 성능 및 제원
일반 특성
- 승무원: 4~6명
- 수송능력: 88명
- 길이: 68.96m
- 높이: 20.78m
- 날개폭: 73.3m
- 날개면적: 628 m²
- 자체중량: 175,000kg
- 적재중량: 230,000kg
- 총 적재량: 405,000kg
- 최대 이륙중량: 405,000kg
- 엔진: Ivchenko Progress D-18T turbofan
  - 엔진 수: 4개
- 최고속도: 865 km/h
- 순항속도: 800~850 km/h
- 항속거리: 5,200 km
- 상승한도: 12,000 m (39,370 ft)
- 최대 이륙거리: 2,520 m (8,270 ft)
- 최대 착륙거리: 900 m (3,000 ft)

### 주요 성능 및 제원
- 0톤= 15,000 km
- 10톤= 14,100 km
- 20톤= 13,250 km
- 30톤= 12,300 km
- 40톤= 11,500 km
- 72톤= 8,700 km
- 90톤= 7,100 km
- 97톤= 6,500 km
- 104톤= 5,900 km
- 108톤= 5,550 km
- 120톤= 4,500 km

## 같이 보기
- 안토노프 An-225
- 에어버스 A380-800F
- 보잉 747-400F
- 보잉 747-8F
- 록히드 C-5 갤럭시